# Cophura nephressa
Cophura nephressa là một loài ruồi trong họ Asilidae. Cophura nephressa được Pritchard miêu tả năm 1943. Loài này phân bố ở vùng Tân nhiệt đới.